# Пфорцхайм (футбольный клуб)
«Пфорцхайм» — бывший немецкий футбольный клуб из одноимённого города (земля Баден-Вюртемберг). Основан 5 мая 1896 года под названием 1. FC Pforzheim. Являлся одним из основателей Немецкого футбольного союза в 1900 году. В 2010 прекратил существование после слияния с клубом VfR Pforzheim в 1. CfR Pforzheim.

## История

### Ранние годы
Наибольших успехов в своей истории клуб добился в первые годы своего существования. В 1906 команда выиграла Лигу Южной Германии, победив в финале клуб Карлсруэ ФФ, один из сильнейших клубов региона тех лет. Как региональный чемпион клуб принял участие в финальной части чемпионата Германии, где в 1/4 финала переиграла фаворитов — Cologne FC 99 со счётом 4-2, а в полуфинале разгромила со счётом 4:0 действующего чемпиона Германии — Блау-Вайсс 1890. В финальном матче, проходившем в Нюрнберге, проиграли 1:2 клубу VfB Leipzig.

### Военные годы
После 1906 Пфорцхайм долгое время оставался крепким середняком. Наиболее успешными в этот период оказались сезоны 1913 и 1914 годов: команда боролась за победу в региональной лиге, но оба раза осталась второй, уступив чемпиону лишь по разнице мячей. Из-за Первой мировой войны розыгрыши чемпионата Германии прекратились на несколько лет, за это время Пфорцхайм выпал из соревнований на высшем уровне. В начале 1920-х клубу удалось вернуться сначала в Kreisliga Südwest, а затем и в Bezirksliga Württemberg-Baden. В 1926 клуб вновь вылетел дивизионом ниже, но уже в 1929 вернулся.
В 1933 немецкая лига была реорганизована властями. В стране были основаны 16 высших региональных дивизионов (т. н. Гаулиг). Пфорцхайм выступал в Гаулиге Баден до её расформирования в 1944. За эти годы трижды занимал второе место (1936, 1938 и 1939). В 1941 команда едва не вылетела в низший дивизион, её спасло только расформирование клуба FC Birkenfeld, занявшего в том сезоне более высокое место в чемпионате Бадена. В 1944 розыгрыш очередного сезона Гаулиги Баден был прерван из-за наступления союзных войск. В дальнейшем розыгрыш продолжен не был, а Гаулига была расформирована.

### Послевоенные годы
По окончании войны клуб оказался в созданной Второй Южной Оберлиге, где выступал с 1950 по 1963 год, когда была основана Бундеслига — первая профессиональная немецкая футбольная лига. Низшие дивизионы также были реорганизованы. Клуб оказался в Региональной лиге Юг, где выступал с 1963 по 1967, когда занял 18-е место и был вынужден покинуть лигу. 17 лет подряд (1950—1967) клуб выступал во втором по силе дивизионе региона, подобного результата не добивался более ни один из немецких клубов. Лучшего результата в указанный период клуб добился в 1963 году, когда занял третье место во Второй Южной Оберлиге, отстав лишь на два очка от второго места, дававшего путёвку в Первую Южную Оберлигу.
После вылета в Любительскую лигу Северного Бадена (третий по силе дивизион региона) в 1967, клуб провёл 12 сезонов на этом уровне, после чего в 1979 опустился ещё ниже. Вернуться в третий региональный дивизион удалось только в 1985. В 1987 году последовала победа в Кубке Бадена, позволившая Пфорцхайму впервые принять участие в Кубке Германии в сезоне 1987/88. Команда пробилась в 1/8 финала, где уступила команде Бундеслиги — бременскому Вердеру (1-1, 1-3). Вторая победа в кубке Бадена и попадание в кубок Германии случились в 1989 году. Во втором раунде кубка Германии 1989/90 Пфорцхайм переиграл клуб Бундеслиги Бохум. В 1991 клуб выиграл свой региональный дивизион и получил шанс выйти во Вторую Бундеслигу через плей-офф, но Пфорцхайму это не удалось.
В сезоне 1994 была проведена очередная реструктуризация немецкой футбольной системы. Оберлига Баден-Вюртемберг стала дивизионом четвёртого по силе уровня, а Региональная лига Юг — третьего. В переходном сезоне Пфорцхайм занял 10-е место, в результате чего оказался в Оберлиге Баден-Вюртемберг.
В 2001 команда была близка к повышению в классе, но вновь отстала на 2 очка от победителя — клуба Ульм. К 2004 году долги команды достигли миллиона евро, после чего клуб объявил себя банкротом. После финансовой реструктуризации клуб опустился в Вербандслигу Северного Бадена, но быстро восстановил утраченные позиции и в 2006 году вернулся в Оберлигу Баден-Вюртемберг, но продержался в лиге лишь 1 сезон, после чего опять вылетел.
В июне 2010 клуб объединился с другим пфорцхаймским клубом VfR Pforzheim, в результате чего был создан новый футбольный клуб: 1. CfR Pforzheim.

## Достижения
- Чемпион Южной Германии: 1906
- Финалист Чемпионата Германии: 1906
- Чемпион Юго-восточной Крайслиги: 1921, 1923
- Чемпион Безиркслиги Баден: 1932
- Финалист Гаулиги Баден: 1936, 1938, 1939
- Чемпион Оберлиги Баден-Вюртемберга: 1991
- Чемпион Вербандслиги Северного Бадена: 1985, 2006
- Чемпион Ландеслиги Северного Бадена: 1949
- Обладатель кубка Северного Бадена: 1987, 1989, 1993